# ماداناپله
ماداناپله (به انگلیسی: Madanapalle) یک شهر در هند است که در بخش چتور ایالت آندرا پرادش واقع شده‌است.

## مشخصات
ماداناپله ۱۴٫۲۰ کیلومتر مربع مساحت و ۱۸۰٬۱۸۰ نفر جمعیت دارد و ۶۹۵ متر بالاتر از سطح دریا واقع شده‌است.